# لئوندی اسمیرنوف
لئوندی اسمیرنوف (روسی: Леонид Серге́евич Смирнов؛ ۱۸۸۹ – ۱۹۸۰) بازیکن فوتبال اهل روسیه بود.
وی همچنین در تیم ملی فوتبال روسیه بازی کرده‌است.